# Вълнолюбка
Вълнолюбката (Hydrobates pelagicus) е птица от семейство Буревестникови. Среща се и в България.